# Вулиця Вишенського (Львів)
Вулиця Вишенського — вулиця у Личаківському районі міста Львів, у місцевості Личаків. Сполучає вулиці Солодову та Піскову. Між будинками № 12 та № 14 є сходи, які сполучають вулиці Вишенського та Личаківську.

## Історія
Вулицю прокладено на початку XX століття і початково вона мала назву Бічна Солодова, тоді ж почалася її забудова. У 1910 році вулиця отримала назву Виспянського, на честь польського митця, поета і драматурга Станіслава Виспянського. Сучасна назва — з 1950 року, на честь українського письменника XVI—XVII століть Івана Вишенського.

## Забудова
Вулиця Вишенського забудовувалася у 1909—1912 роках як елітна дільниця — будинками сецесійного, романтичного модерну та неоготичного стилів. Більшість з них зведені за проєктами, виконаними в архітектурних бюро Івана Левинського та Адама Опольського. Декілька будинків зведено у 1920-х—1930-х роках. Більшість будинків внесено до Реєстру пам'яток архітектури місцевого значення.

### З непарного боку вулиці
№ 3 — триповерховий будинок зведений у стилі історизму кінця XIX століття, проте декорований у стилі модерн. У 1930-х роках власниками будинку були Барух Зеллер та спілка.
№ 5 — у будинку у міжвоєнний період мешкав асистент кафедри описової анатомії Львівського університету Яна Казимира, дійсний член Львівського фотографічного товариства та Асоціації польських художніх фотографів доктор Людвік Затурський.
№ 7а — у 1930-х роках власником будинку була Гелена Смольницька. У 2020 році відреставрована вхідна брама будинку. Координувало реставраційні роботи ЛКП «Бюро спадщини» управління охорони історичного середовища в рамках програми співфінансування з мешканцями.
№ 9 — триповерховий будинок зведений у 1908 році за проєктом архітектора М. Мацеляка для Самуеля Брьодера у стилі романтичного модерну. Декорований неороманськими арками та порталами. У 1930-х роках власником будинку був Едмунд Брьодер. Будинок внесений до Реєстру пам'яток архітектури місцевого значення під охоронним № 39-м.
№ 11, 11а — чиншові кам'яниці зведені у 1908—1911 роках за проєктом архітектора Адама Опольського. З них виділяється наріжний будинок № 11, зведений у стилі романтичного модерну для Яна Готфріда. На його фасаді червона цегляна кладка чергується з білокам'яним декором, а кут будинку акцентований півкруглим еркером з арковими вікнами та стрільчастою вежею. У 1930-х роках власником будинку № 11 були Яніна Опухляк та спілка, а будинку № 11а — Марія Пласецька. Будинки № 11 та № 11а внесені до Реєстру пам'яток архітектури місцевого значення під охоронним № 40-м.
№ 13 — триповерхова чиншова кам'яниця зведена у 1908 році, імовірно, за проєктом архітектора Адама Опольського у стилі романтичного модерну. Будинок внесений до Реєстру пам'яток архітектури місцевого значення під охоронним № 41-м.
№ 15 — триповерховий будинок зведений у 1911—1912 роках архітектором Міхалом Ковальчуком для Едмунда та Марії Шнейдерів у стилі романтичного модерну. Будинок перебував у власності Шнейдерів до початку другої світової війни. Будинок внесений до Реєстру пам'яток архітектури місцевого значення під охоронним № 42-м.
№ 17 — триповерховий будинок зведений у 1980—1990-х роках. Це єдиний сучасний будинок на вулиці.
№ 21 — двоповерховий будинок зведений 1908 року за проєктом архітектора Саломона Рімера з творчої майстерні А. Опольського та І. Кендзерського у стилі романтичного модерну. У 1930-х роках власником будинку була Лерма Віхлянська. У 2000 році відбулася реставрація фасаду будинку.
№ 23 —  двоповерховий будинок зведений на початку XX століття. У квітні 2023 року відреставрували історичну браму будинку. Майстри вирівняли деформовану конструкцію дверей, зробили вставки в місцях, де дерев'яне полотно було пошкоджене, відтворили втрачені елементи та замінили засклення.
№ 25 — двоповерховий будинок, зведений у 1909 році за проєктом архітектора А. Опольського. У 1930-х роках власником будинку був Генрик Добровольський. Будинок внесений до Реєстру пам'яток архітектури місцевого значення під охоронним № 43-м.
№ 29 — двоповерховий будинок, зведений у 1909 році за проєктом архітектора А. Опольського для Міхала і Стефанії Завойських у стилі романтичного модерну. Перший поверх декорований лінійним рустом, другий — вставками з ліпниною. На рівні другого поверху по центру будинку виступає балкон на ажурних кованих кронштейнах з аналогічним огородженням у вигляді переплетених ниток. У 1930-х роках власником будинку був Міхал та Стефанія Завойські. Будинок внесений до Реєстру пам'яток архітектури місцевого значення під охоронним № 44-м.
№ 31 — двоповерховий будинок споруджений у 1908 році за проектом архітектора Аґенора Імдуховського з творчої майстерні архітектора А. Опольського для Марії Рек у стилі романтичного модерну. У 1930-х роках власником будинку була Меланія Дзіковська. Будинок внесений до Реєстру пам'яток архітектури місцевого значення під охоронним № 45-м.
№ 33 — двоповерховий будинок споруджений 1910 року за проєктом архітектора Аґенора Імдуховського з творчої майстерні А. Опольського для Ванди Імдуховської у стилі романтичного модерну. У 1930-х роках перебував у власності Ванди Кретович та спілки співвласників будинку. Будинок внесений до Реєстру пам'яток архітектури місцевого значення під охоронним № 46-м.

Світлини вуличної забудови
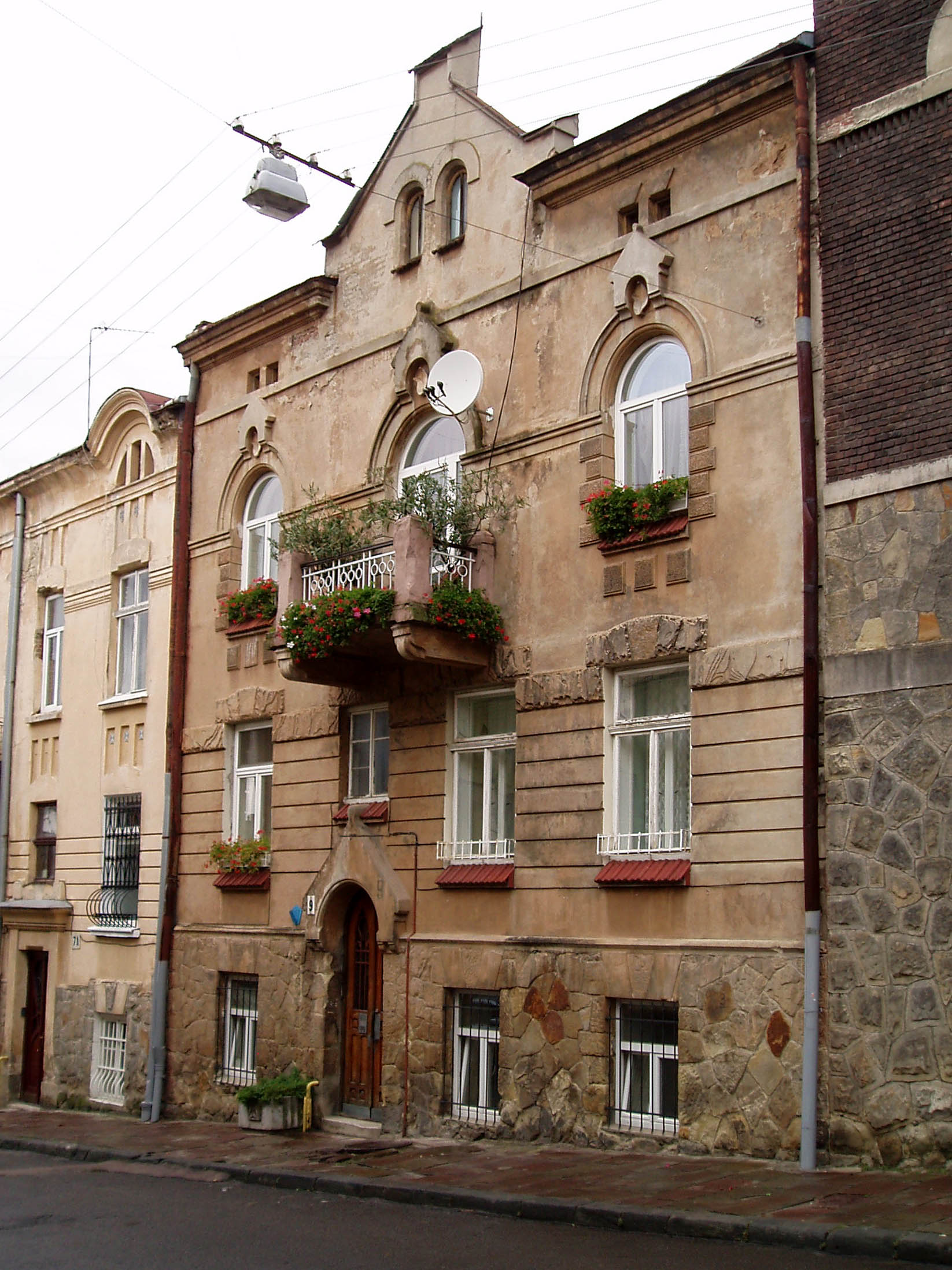
Будинок № 9
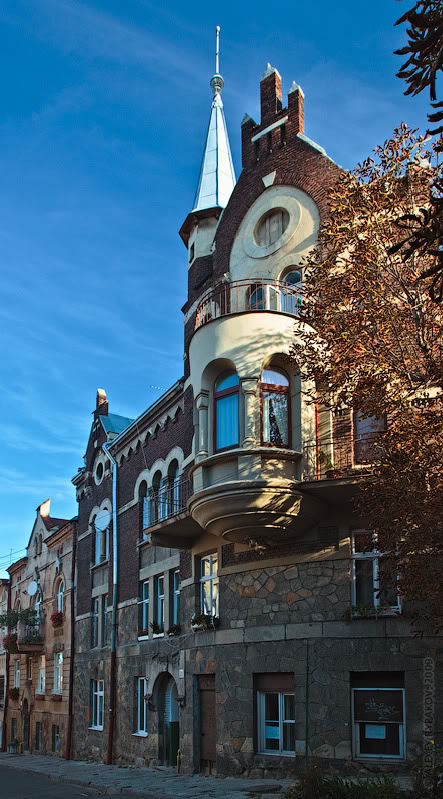
Будинок № 11
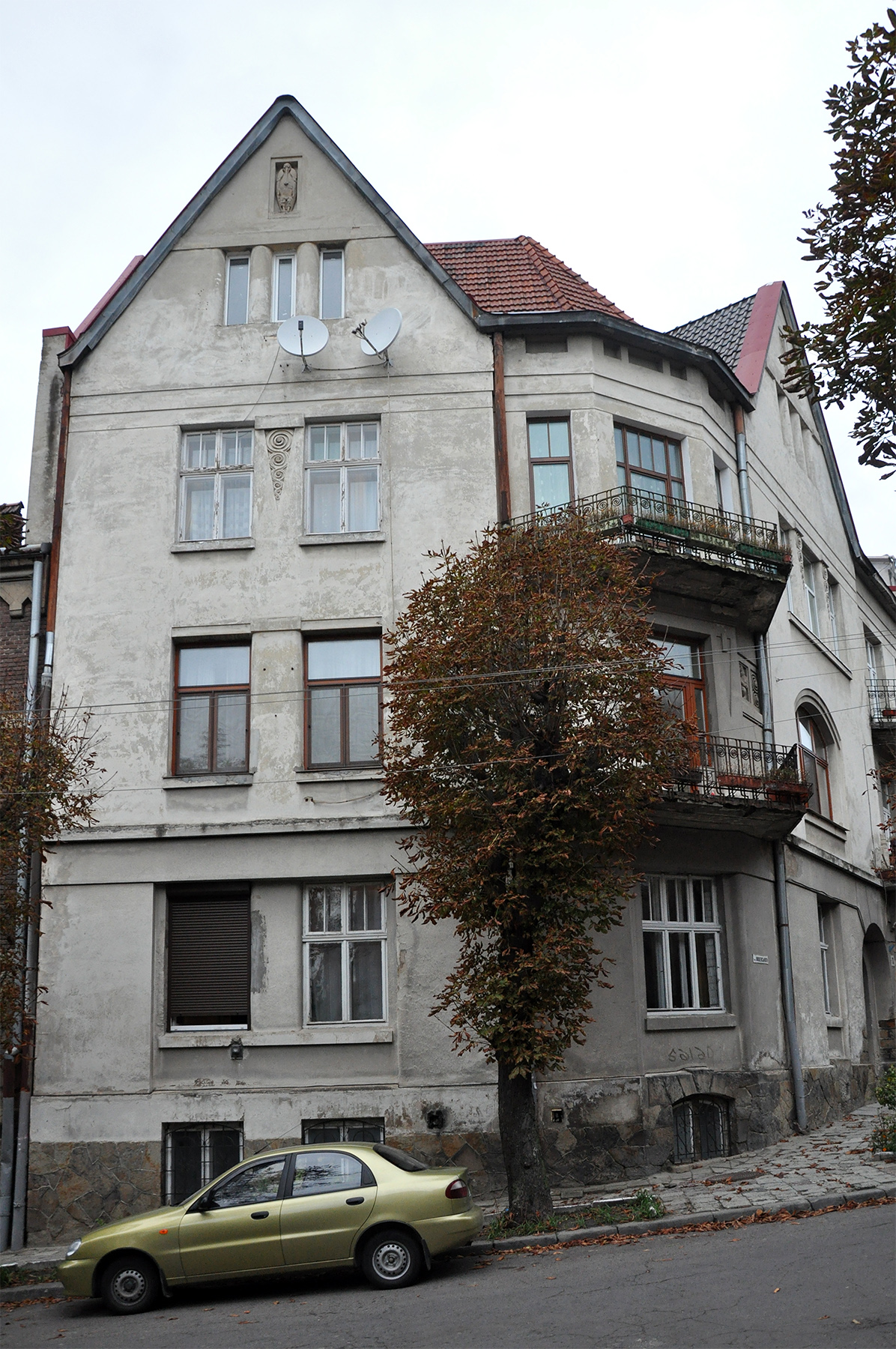
Будинок № 13
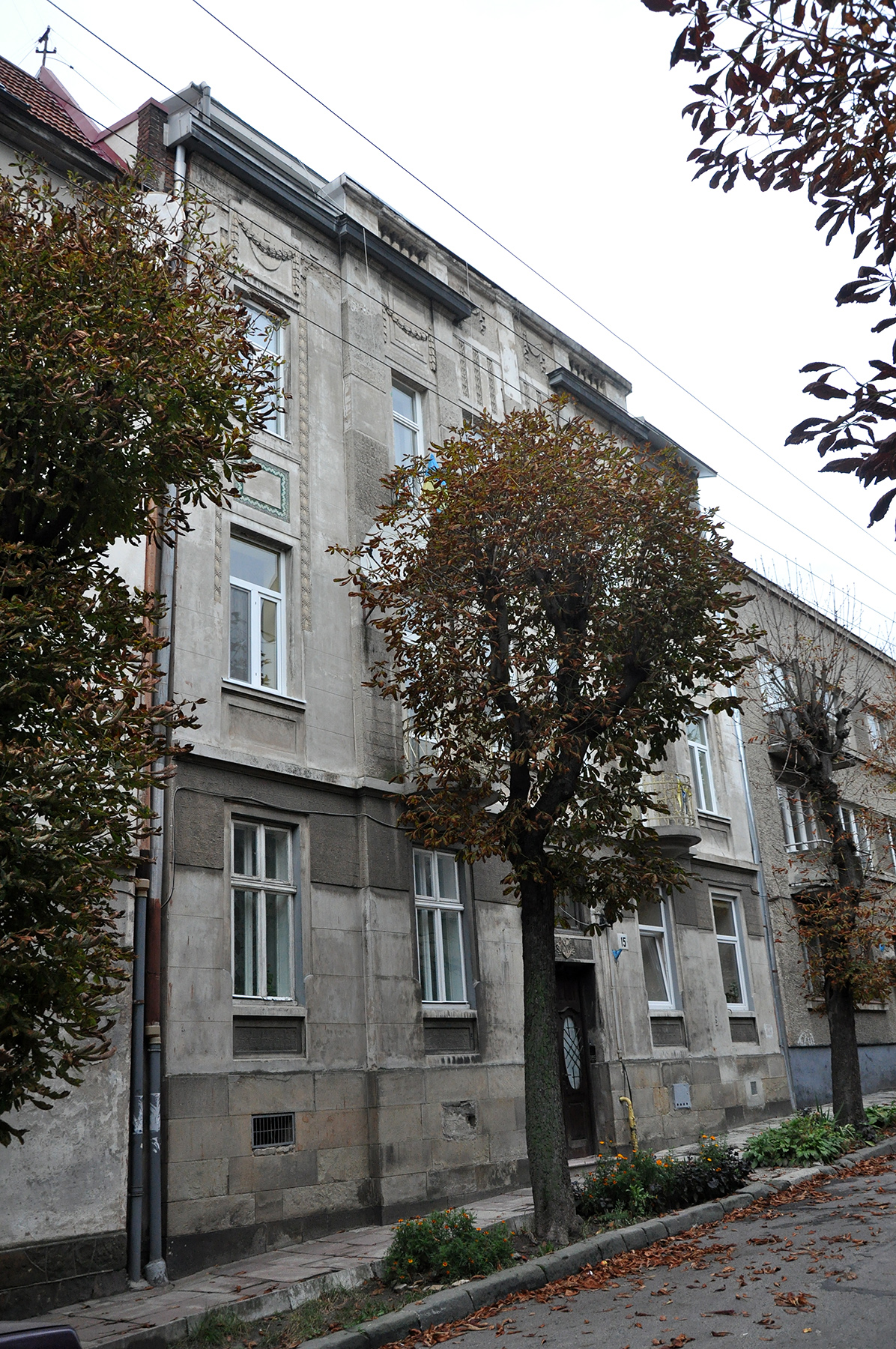
Будинок № 15
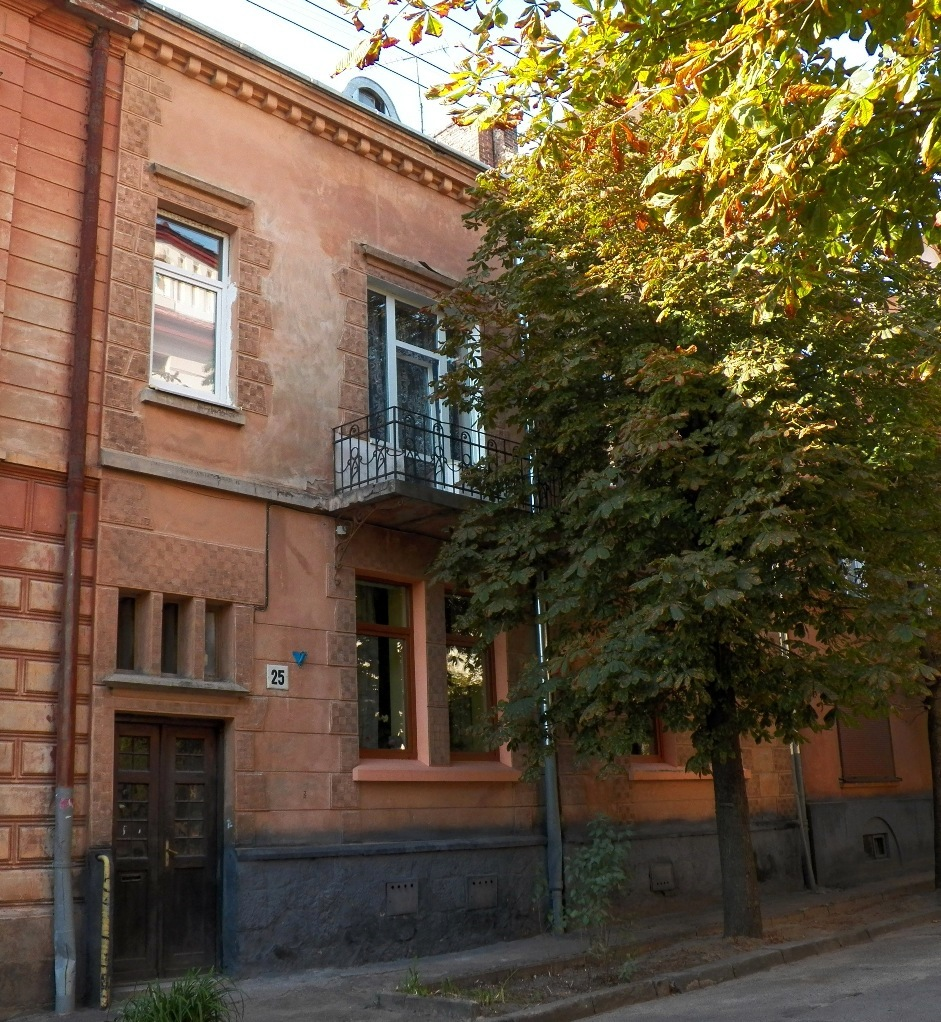
Будинок № 25
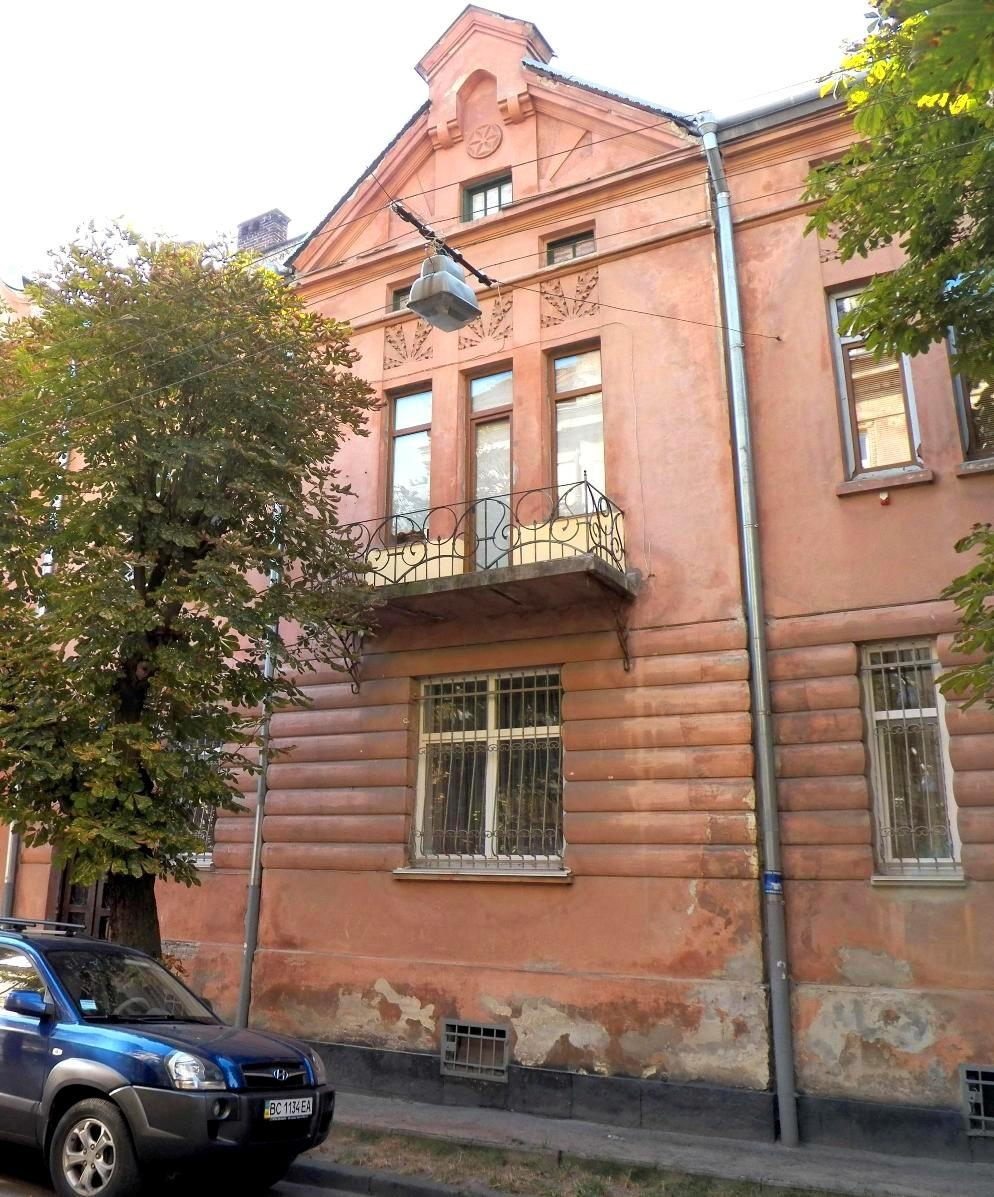
Будинок № 29
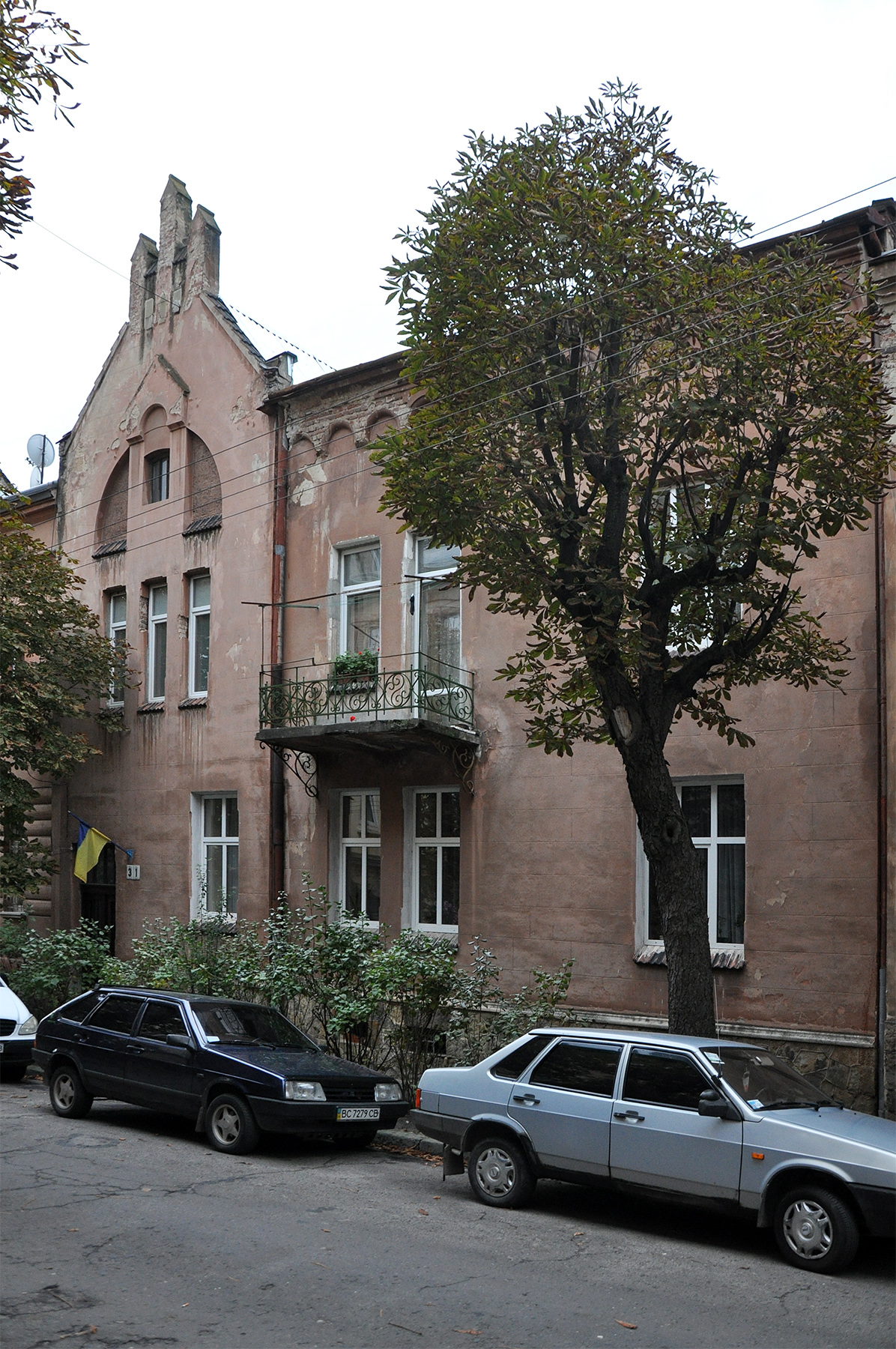
Будинок № 31
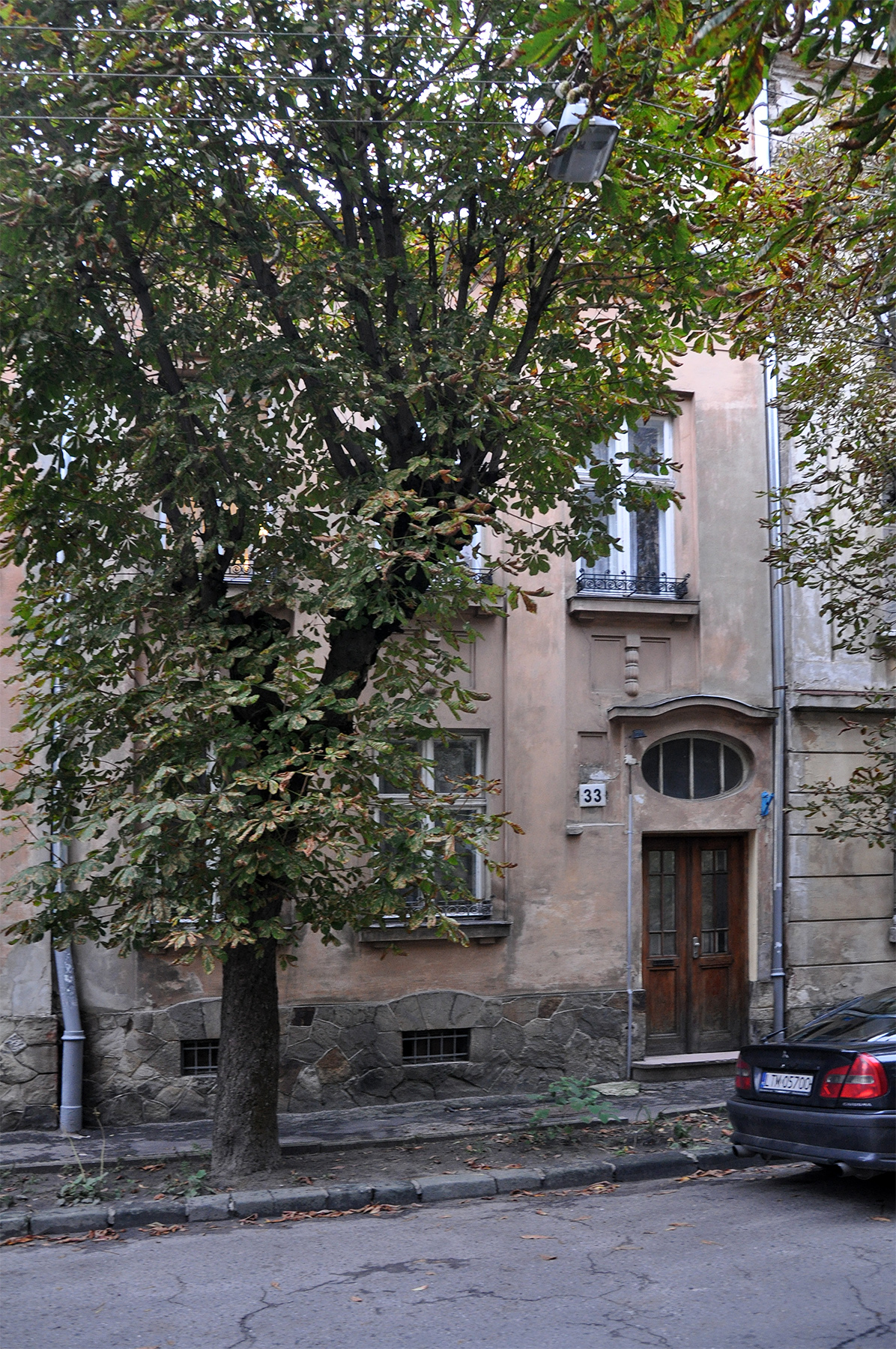
Будинок № 33

### З парного боку вулиці
№ 6 — двоповерхова кам'яниця зведена на початку 1920-х років у дворковому стилі, виділяється своїми опуклими колонами, овальними вікнами та бароковими лініями. У 1930-х роках власником будинку була Юзефа Куркевич. 
№ 8 — триповерховий житловий будинок, вхідна брама якого зроблена у вигляді тюремних ґрат, за якими сидить в'язень. У 1930-х роках власником будинку була Йоанна Ревуцька. Тут мешкав та мав власну художню майстерню, відомий колекціонер антикваріату Міхал Ревуцький. По війні Ревуцькі переїхали у фамільну віллу «Ломниця», що на сучасній вулиці Сахарова, 62а у Львові.
№ 12 — двоповерхова вілла зведена у 1911—1912 роках архітектурним бюро Іван Левинського (ймовірно автором проєкту був молодий архітектор Олександр Лушпинський у стилі пізньої сецесії, вирізняється елементами народної орнаментики у декорі фасадів. Належала адвокату та професору канонічного права Львівської богословської академії Роману Ковшевичу (1873—1932). Характерними деталями оздоблення є сиґнатурка над дахом і декоративне керамічне панно над входом. По смерті Романа Ковшевича у 1932 році, будинок перейшов у спадок його синові Богдану. Будинок внесений до Реєстру пам'яток архітектури місцевого значення під охоронним № 1214-м.
№ 14 — триповерховий будинок споруджений у 1936—1938 роках у стилі функціоналізму за проєктом архітекторів Міхала і Тадеуша Кустановичів для Томаша та Францішки Біллів. З особливостей оформлення — нетинькований цегляний стовп, на якому «тримається» наріжна сходова клітка. Будинок внесений до Реєстру пам'яток архітектури місцевого значення під охоронним № 1215-м.
№ 16 — двоповерховий будинок збудований у 1909 році за проєктом, виконаним в творчій майстерні архітекторів А. Опольського та Ігнатія Кендзерського для Едмунда Яновського у стилі романтичного модерну. У 1930-х роках власниками будинку були Юзеф та Саломея Альбеташеки. У 1936 році за проєктом архітектора Євгена Нагірного проведена реконструкція будинку. У 2019 році нежитлові приміщення цокольного поверху будинку придбало ТзОВ «Виробниче підприємство „Будінвест“». Будинок внесений до Реєстру пам'яток архітектури місцевого значення під охоронним № 1216-м.
№ 20 — двоповерховий будинок зведений 1909 року за проєктом, виконаним в творчій майстерні архітекторів А. Опольського та Ігнатія Кендзерського для Влодзімежа Черніка у стилі романтичного модерну. Будинок внесений до Реєстру пам'яток архітектури місцевого значення під охоронним № 562-м.
№ 22 — двоповерховий будинок зведений у 1908—1909 роках за проєктом виконаним в творчій майстерні архітекторів А. Опольського та Ігнатія Кендзерського для Вільгельма Манна у стилі романтичного модерну. Власник будинку Вільгельм Манн був фанатом Фридерика Шопена і встановив на будинку барельєф з портретом композитора. Навесні 2010 року барельєф викрали невідомі та понесли до антиквара, де їх було затримано. Незабаром барельєф було повернено та повторно встановлено на фасаді цього будинку. У 1930-х роках співвласником будинку була Емілія Манн. Будинок внесений до Реєстру пам'яток архітектури місцевого значення під охоронним № 563-м.
№ 24 — двоповерховий будинок, зведений у 1909 році за проєктом архітектора А. Опольського. У 1930-х роках власником будинку був доктор Кароль Хайсиг. Будинок внесений до Реєстру пам'яток архітектури місцевого значення під охоронним № 564-м.
№ 32 — двоповерховий будинок з мансардним поверхом споруджений архітектором Станкевичем у 1925—1926 роках для Ірени Станкевич у стилі романтичного модерну. Будинок внесений до Реєстру пам'яток архітектури місцевого значення під охоронним № 1217-м.
№ 34 — триповерховий житловий будинок, споруджений у 1908 році за проєктом архітектора А. Опольського для доктора Францішека Сови у стилі романтичного модерну. 1911 року за проєктом архітектора Івана Левинського розроблені додаткові плани. 1936 року за проєктом архітектора Генрика Зандіга виконана реконструкція першого поверху. У 1909—1934 роках в будинку мешкала діячка українського національного руху Ольга Басараб з Левицьких, у 1946—1972 роках — мешкав і працював письменник Антон Шмигельський. На честь А. Шмигельського на будинку встановлено меморіальну таблицю. Будинок внесений до Реєстру пам'яток архітектури місцевого значення під охоронним № 1218-м.
№ 36 — триповерховий житловий будинок, споруджений у 1911—1913 роках за проєктом архітектора А. Опольського для Леокадії Крафт. Будинок внесений до Реєстру пам'яток архітектури місцевого значення під охоронним № 1219-м.
№ 38 — триповерховий житловий будинок, споруджений у 1925 році за проєктом невідомого архітектора для Юзефа Пенцаковського у стилі романтичного модерну. Тут у 1930-х роках мешкав будівничий Юзеф Пенцаковський. Будинок внесений до Реєстру пам'яток архітектури місцевого значення під охоронним № 1220-м. 
Неподалік від теперішньої вулиці Вишенського розташовувалася парафіяльна церква Воздвиження Чесного Хреста села Личаків (перша згадка з 1539 року), розібрана у 1786 році.

Світлини вуличної забудови
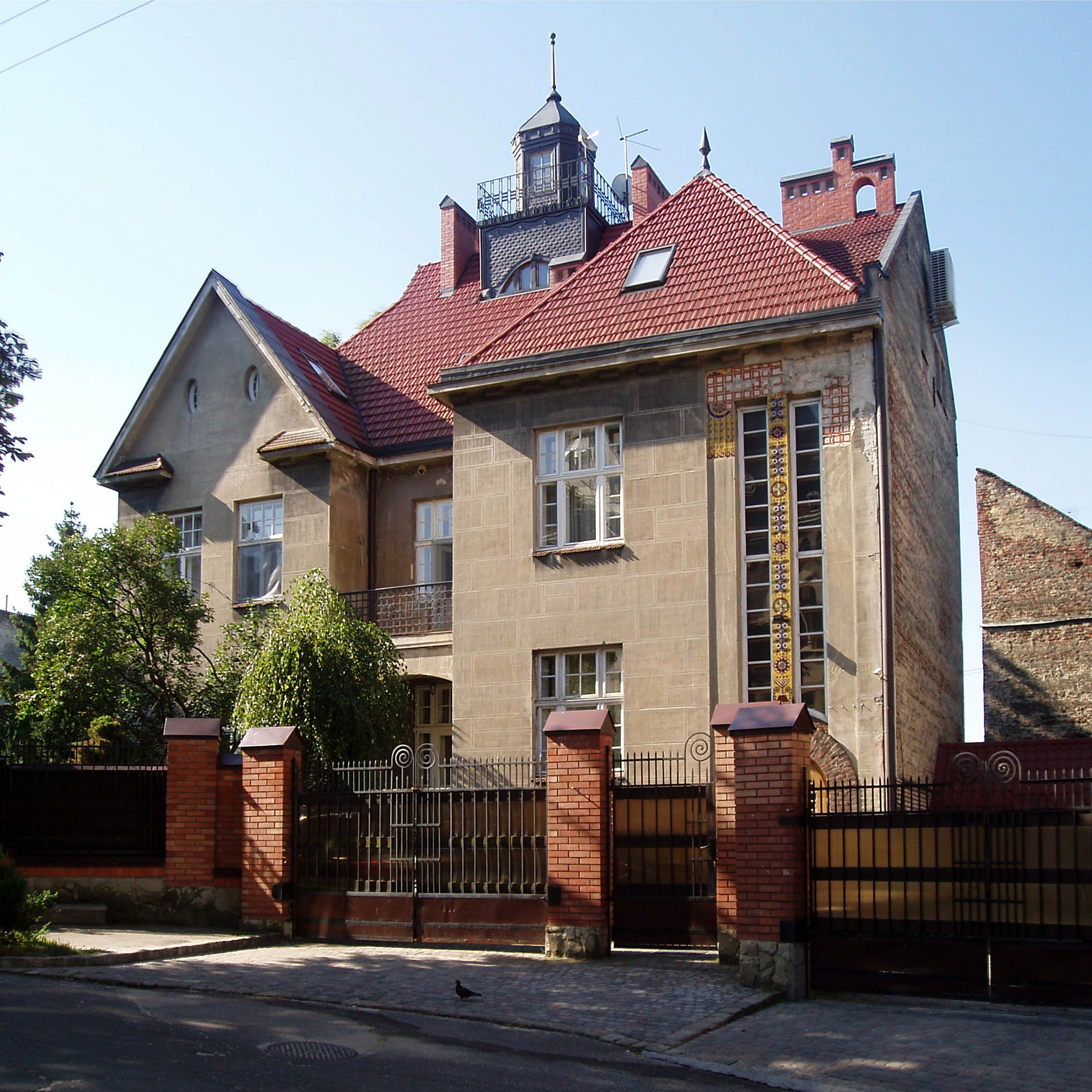
Будинок № 12
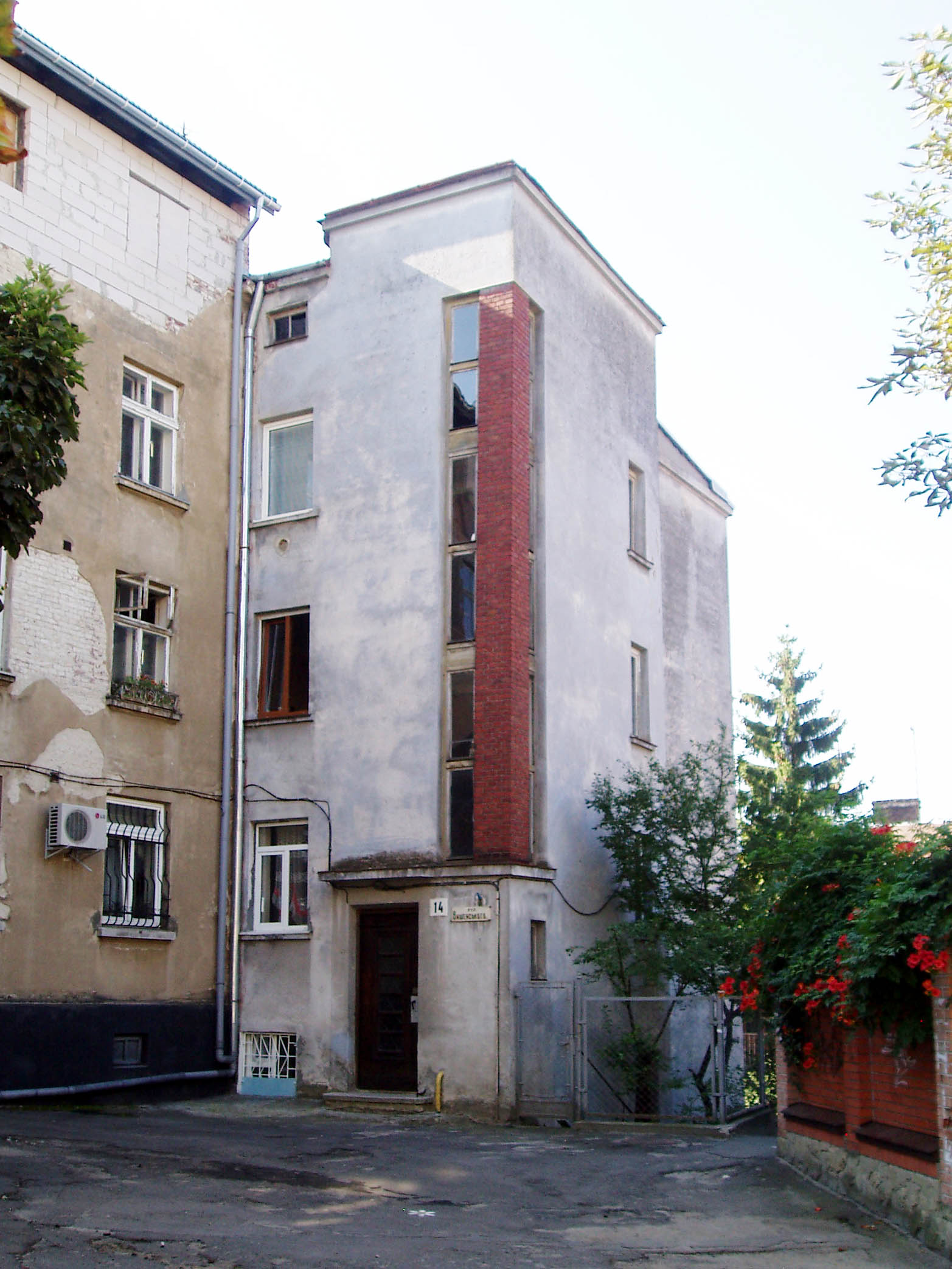
Будинок № 14
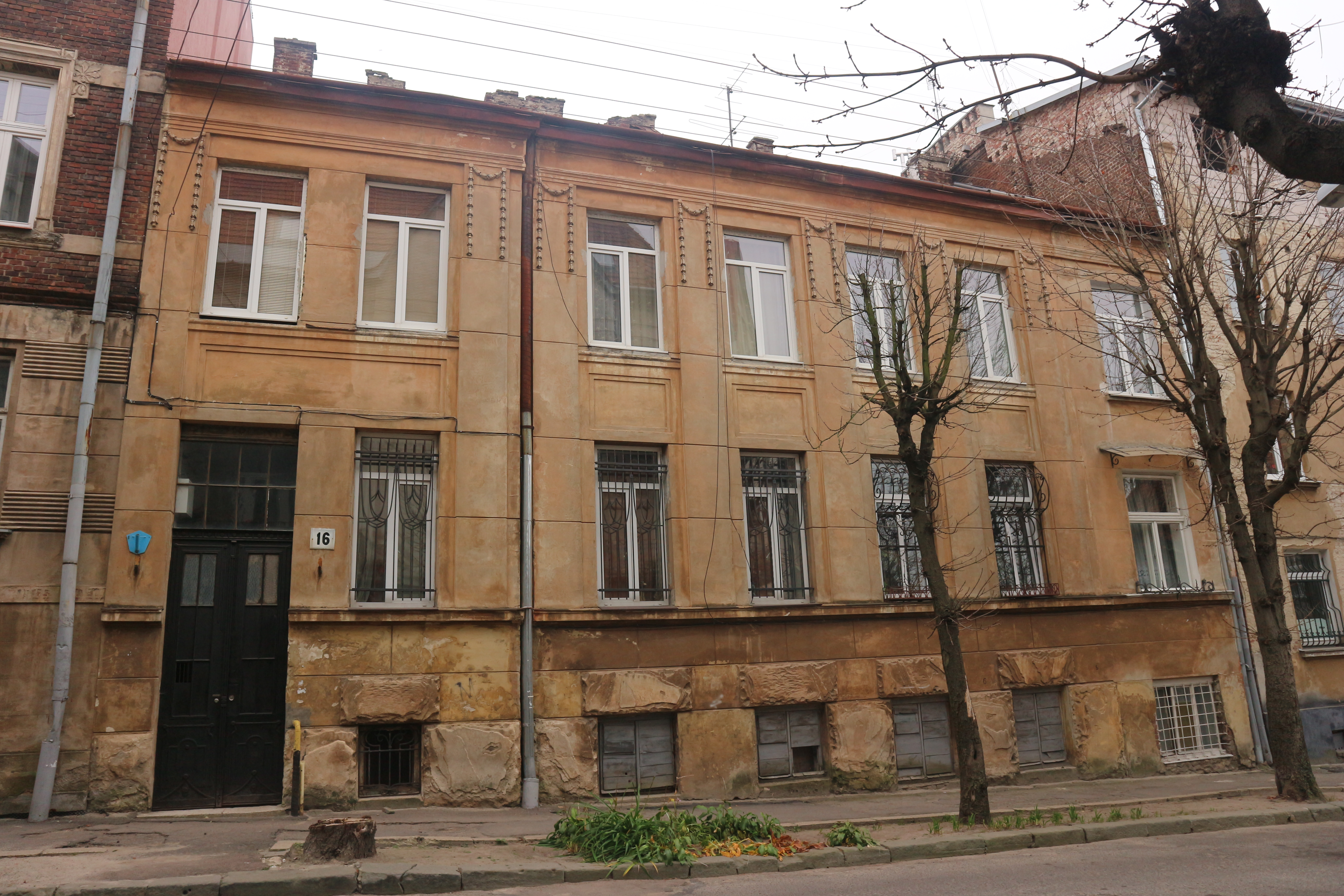
Будинок № 16
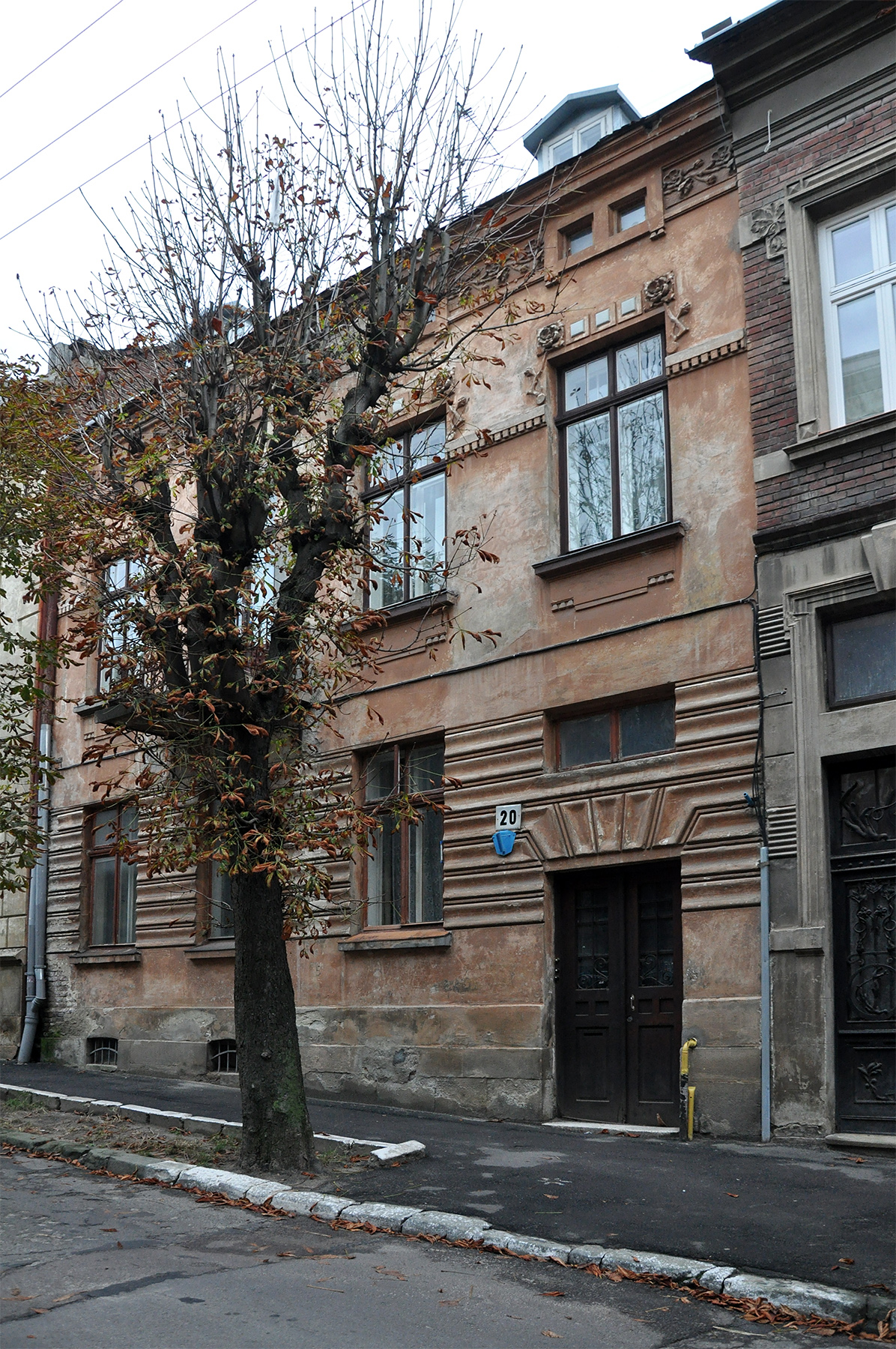
Будинок № 20
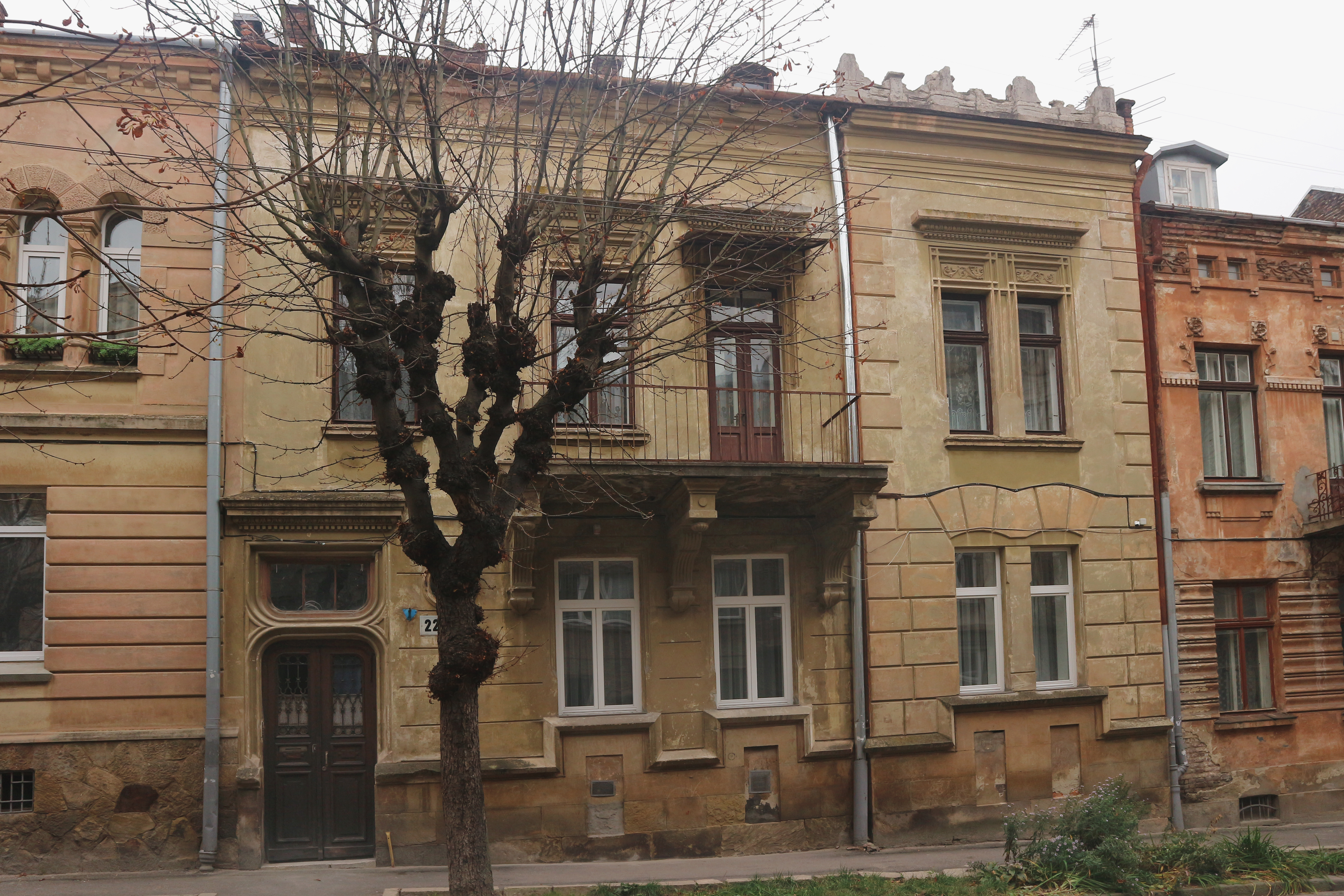
Будинок № 22
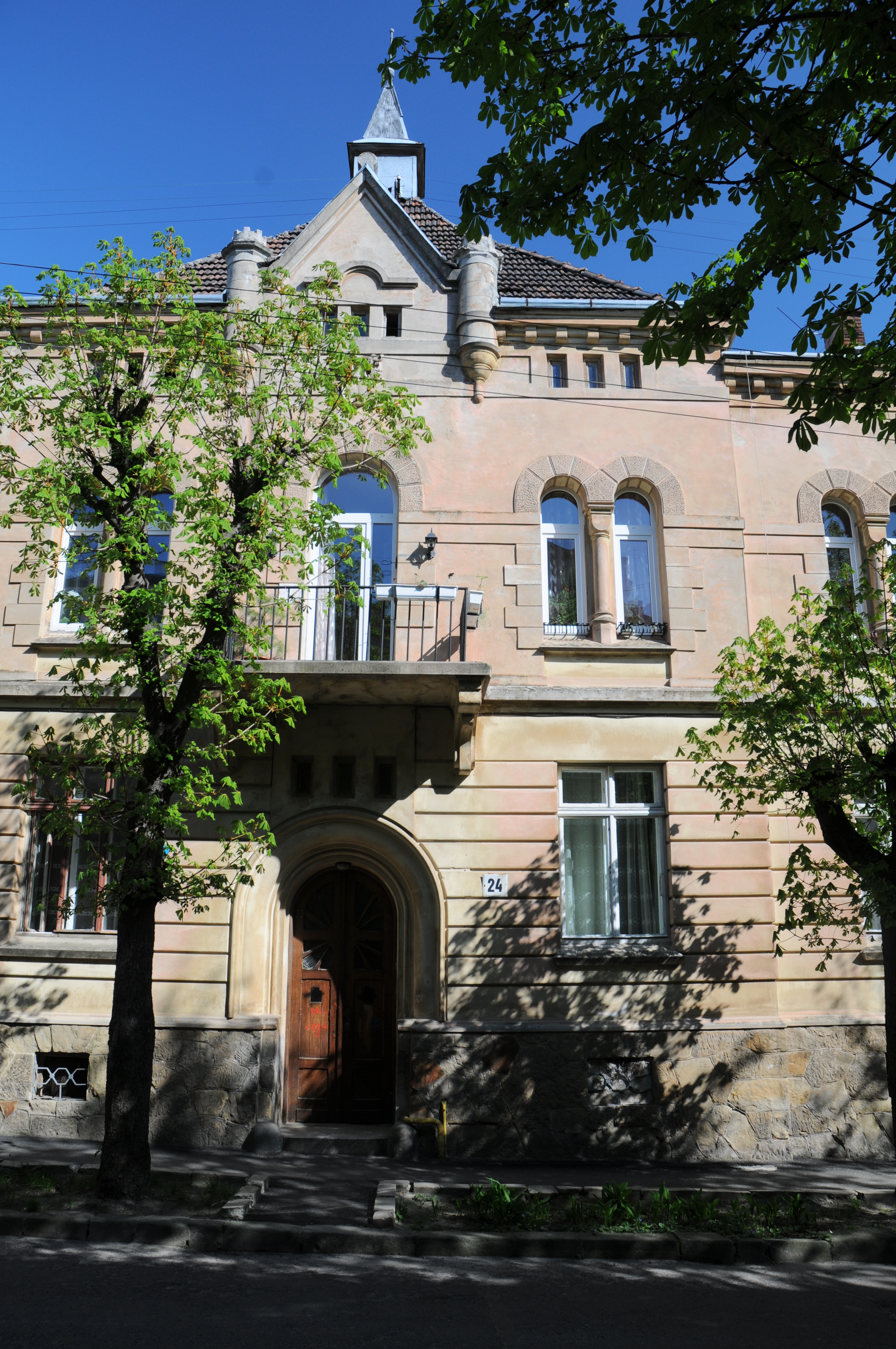
Будинок № 24
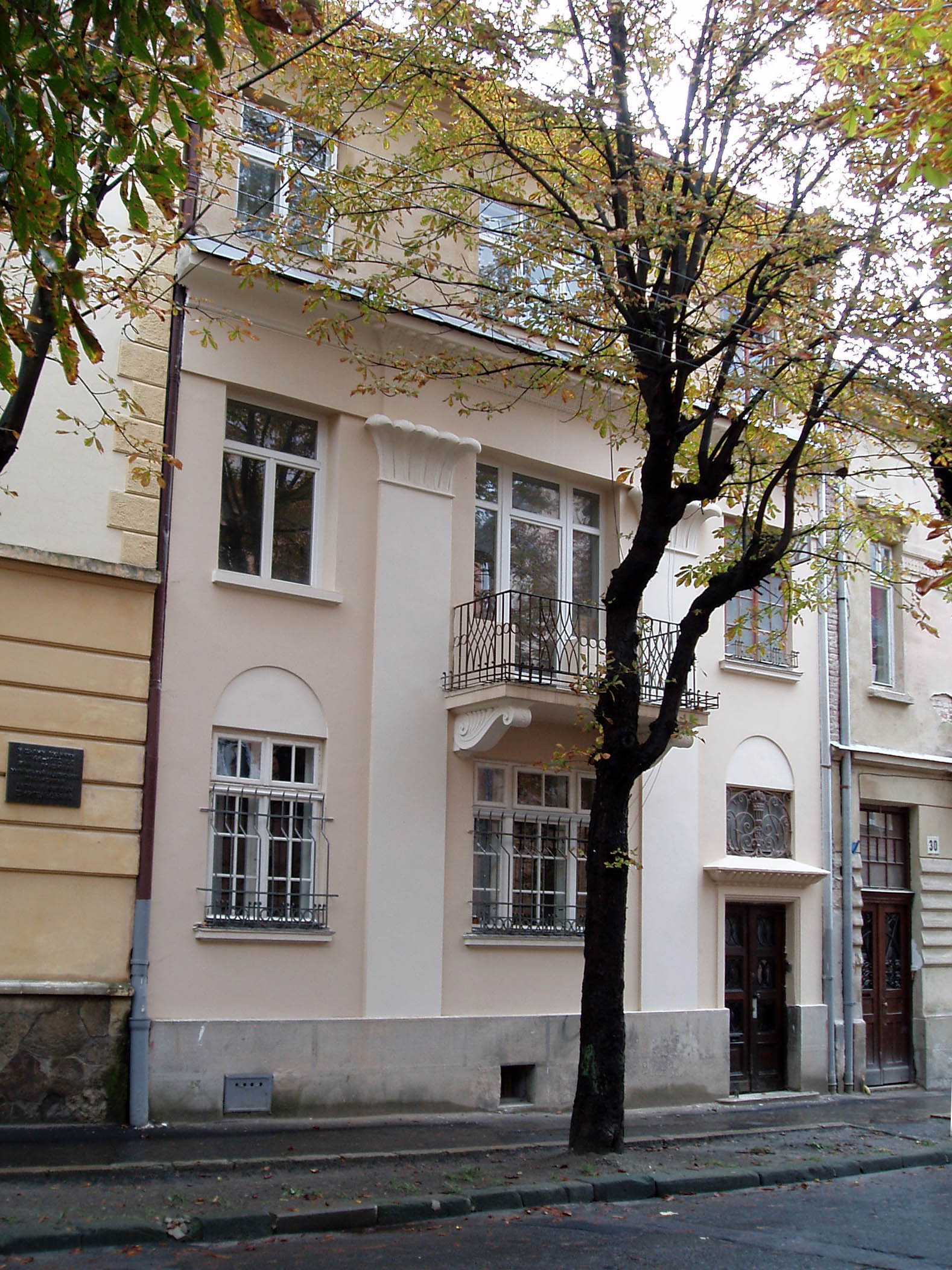
Будинок № 32
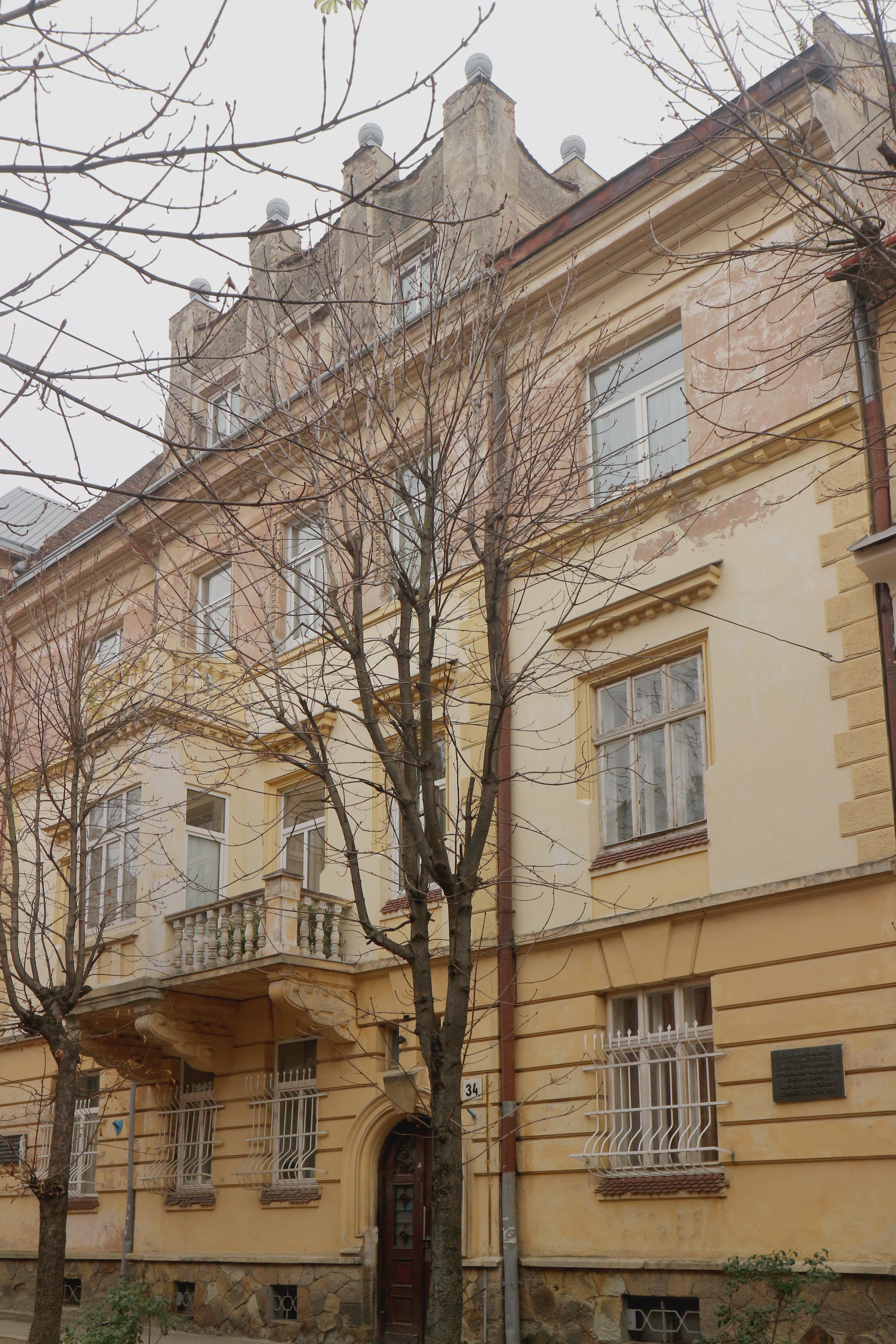
Будинок № 34
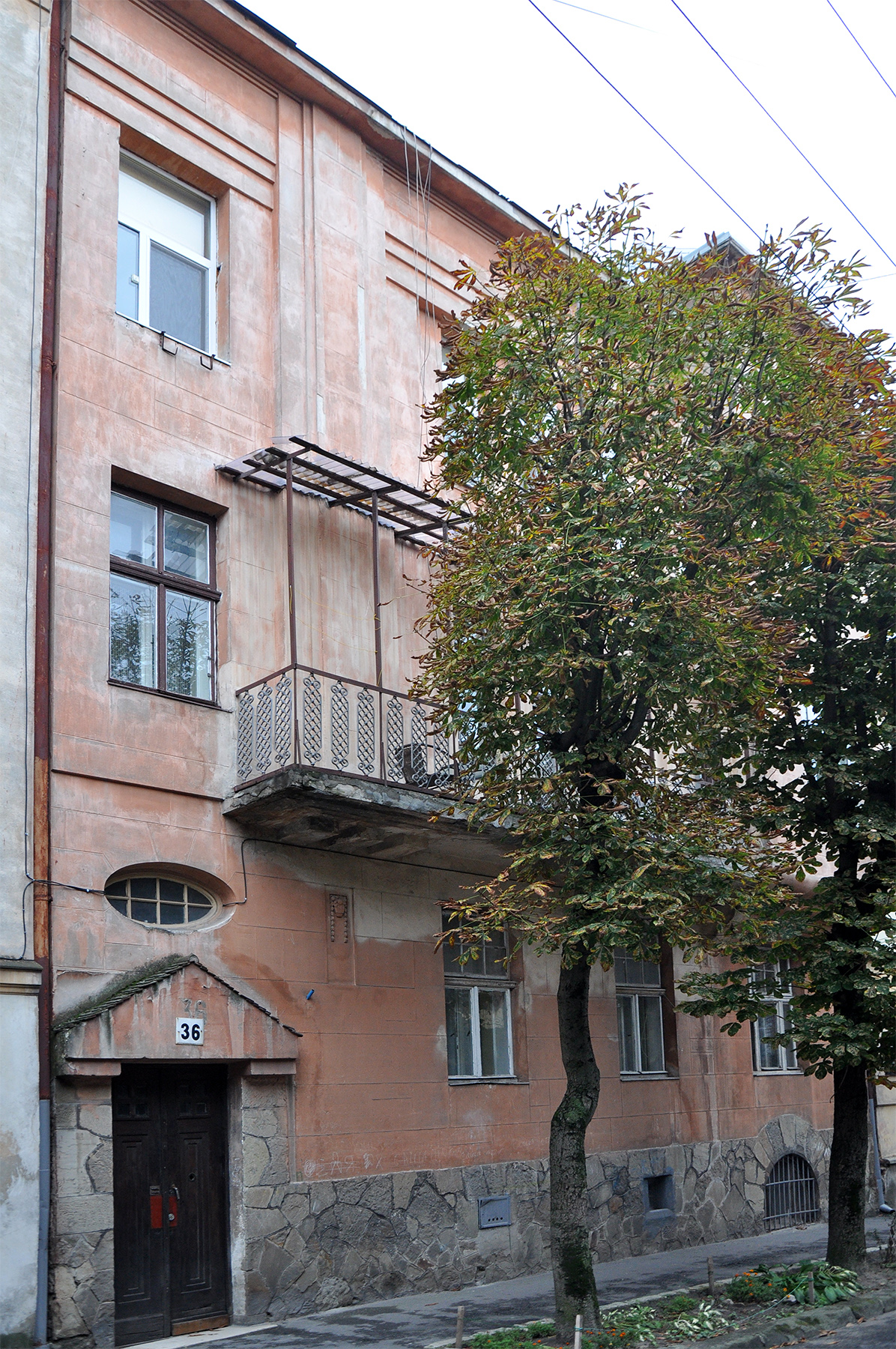
Будинок № 36
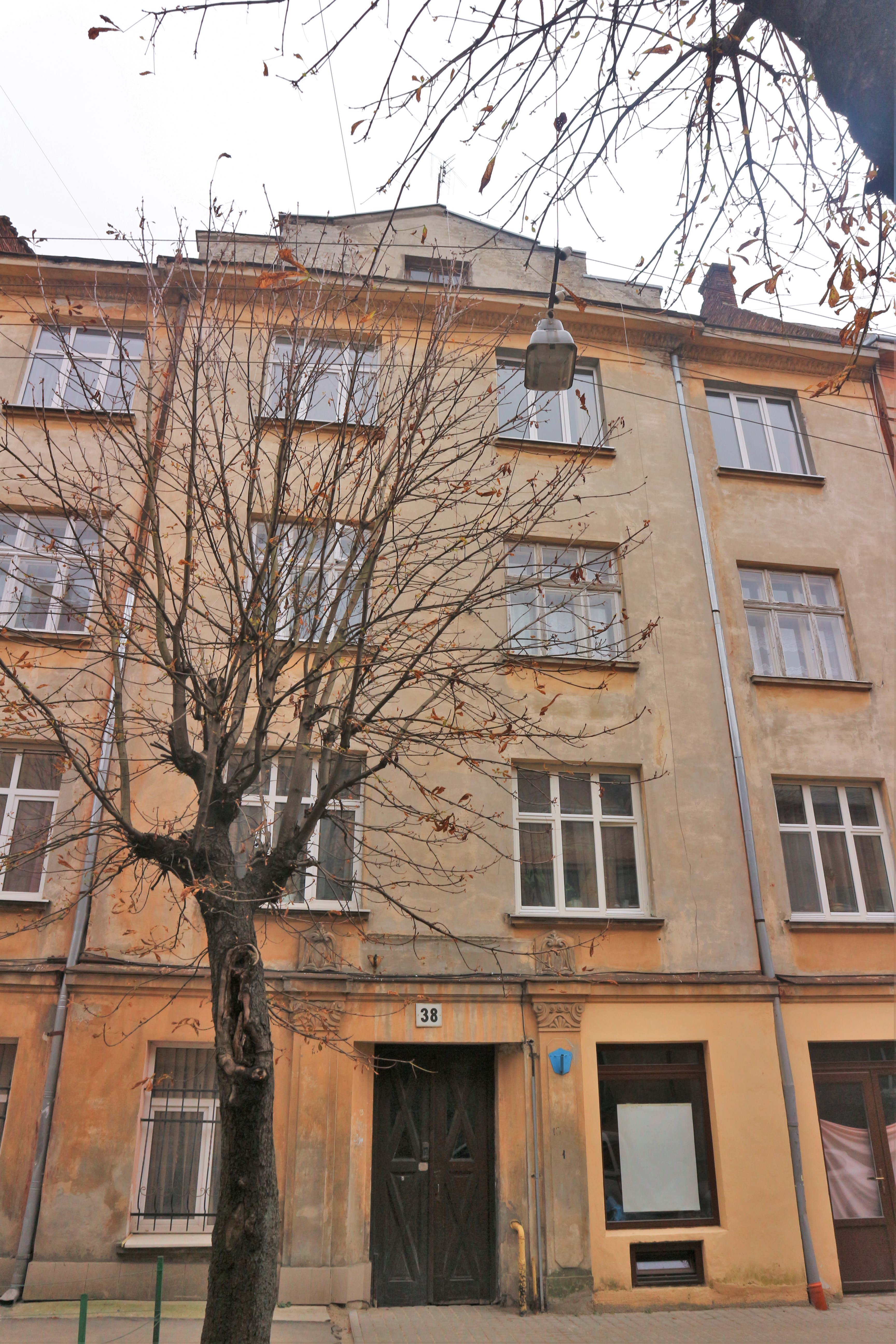
Будинок № 38
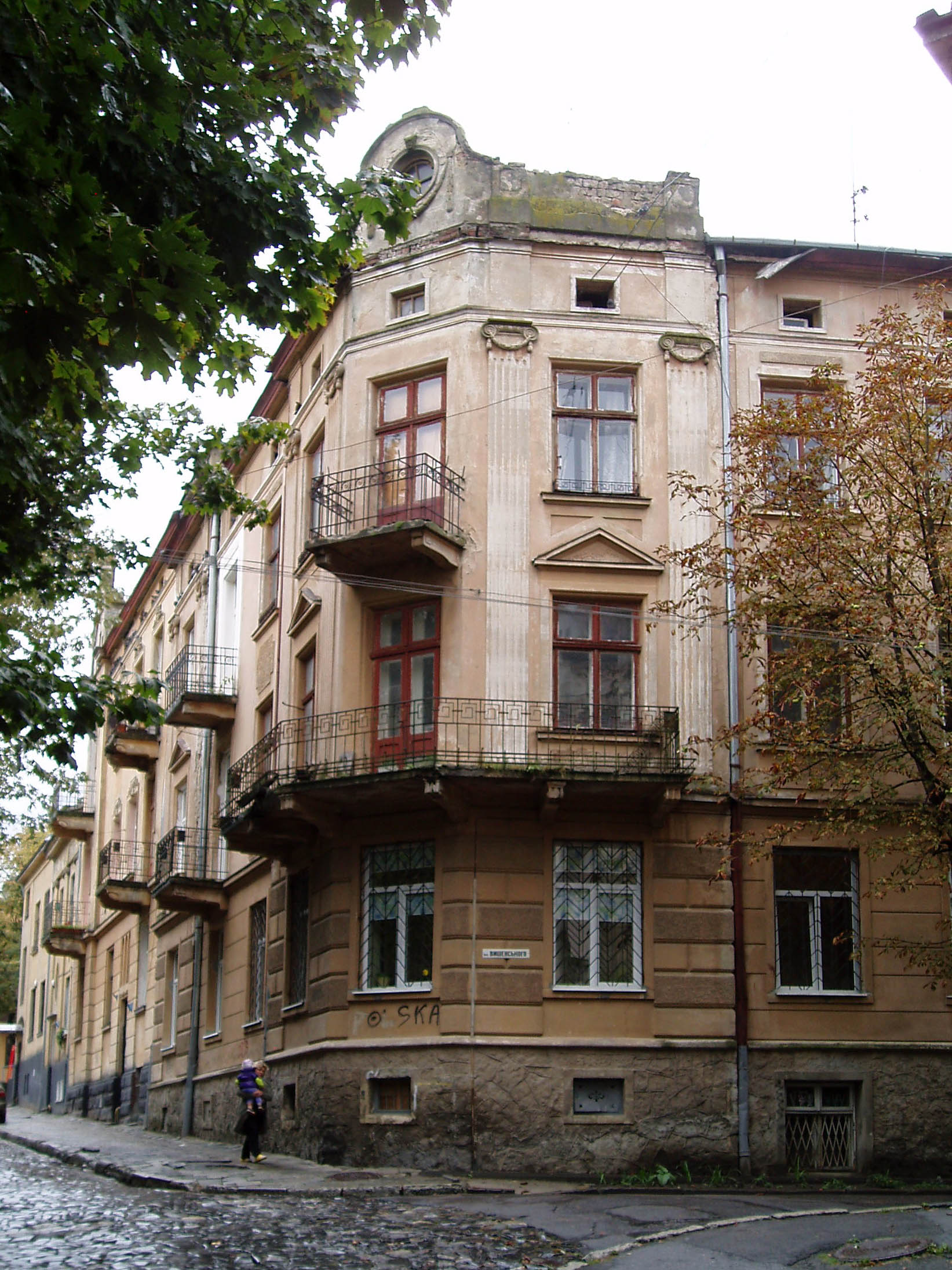
Будинок № 40